# Beaucoups of Blues
Beaucoups of Blues — второй сольный студийный альбом британского музыканта, барабанщика группы The Beatles Ринго Старра, вышедший 25 сентября 1970 года на лейбле Apple Records.
Beaucoups of Blues — кавер-версии песен в стили кантри. Диск был записан в июне−июле 1970 года. Во время записи альбома All Things Must Pass Джорджа Харрисона Ринго встретил Пита Дрейка. Ринго предложил ему поработать вместе, тот согласился, после чего было решено записываться в Нэшвилле. Ринго прилетел в Нэшвилл 22 июня, чтобы начать запись. Хотя большинство треков было записано 30 июня и 1 июля, Дрейк до этого провёл несколько сессий с The Jordanaires для бэк-вокала. Альбом показал, что вокал Ринго больше подходит для кантри, нежели для стандартов, записанных в альбоме Sentimental Journey. Диск вызвал большое ошеломление у фанатов, которые были удивлены сменой жанров. Альбом был менее популярен, чем предыдущий, не попал в чарты Англии, а в Америке занял 65-е место.

## Список композиций
- «Beaucoups of Blues» (Buzz Rabin) — 2:33
- «Love Don’t Last Long» (Chuck Howard) — 2:45
- «Fastest Growing Heartache in the West» (Larry Kingston/Fred Dycus) — 2:34
- «Without Her» (Sorrells Pickard) — 2:35
- «Woman of the Night» (Sorrells Pickard) — 2:21
- «I’d Be Talking All the Time» (Chuck Howard/Larry Kingston) — 2:10
- «$15 Draw» (Sorrells Pickard) — 3:29
- «Wine, Women and Loud Happy Songs» (Larry Kingston) — 2:18
- «I Wouldn’t Have You Any Other Way» (Chuck Howard) — 2:57
- «Loser’s Lounge» (Bobby Pierce) — 2:23
- «Waiting» (Chuck Howard) — 2:54
- «Silent Homecoming» (Sorrells Pickard) — 3:55

## В записи участвовали
- Ринго Старр — вокал, ударные и акустическая гитара,
- Чарли Дэниэлз — фиддл,
- Домини Джозеф Фонтана — ударные,
- Бадди Харман[англ.] — бас-гитара,
- Чак Ховард — гитара,
- The Jordanaires — бэк-вокал,
- Жанни Кендал — вокал в песне «I Wouldn’t Have You Any Other Way»,
- Джерри Кеннеди — гитара,
- Дэв Кирби — гитара,
- Гровер Лаверндер — фиддл,
- Чарли МакКой — губная гармоника,
- Соррелз Пикард — гитара,
- Джордж Ричей — фиддл,
- Джерри Рид — гитара,
- Джерри Шук — гитара,
- Пит Дрейк[англ.] — педальная слайд-гитара,
- Рой Хаски-младший[англ.] — бас-гитара,
- Бен Кит[англ.] — педальная слайд-гитара